# Ochlerotatus sticticus
Ochlerotatus sticticus là một loài muỗi.